# Smoky River
A Smoky River 492 km hosszú folyó Alberta (Kanada) nyugati részén, a Peace River fő mellékfolyója.
A folyó neve (Smoky=füstös) – melyet a Cree indiánok adtak neki – arra utal, hogy a folyóparton füstölgő szénrétegek voltak. A folyó átlagos vízhozama 130 m³/s, mielőtt betorkollik a Peace River-be. A folyó vízgyűjtő területe 50 300 km².
A Smoky River a Sziklás-hegységben ered, a Jasper Nemzeti Park északi részén, az Adolphus Lake-ből. Ezután a Willmore Wilderness Park-on keresztül éri el Grande Cache városát, majd észak felé tart és Peace River város mellett betorkollik a Peace River-be. A folyónak több mint 40 mellékfolyója van, melyek többsége kis patak.

## Fordítás
Ez a szócikk részben vagy egészben  a   Smoky River című angol Wikipédia-szócikk ezen változatának fordításán alapul.  Az eredeti cikk szerkesztőit annak laptörténete sorolja fel. Ez a jelzés csupán a megfogalmazás eredetét és a szerzői jogokat jelzi, nem szolgál a cikkben szereplő információk forrásmegjelöléseként.